# Atteva niveigutta
Atteva niveigutta is een vlinder uit de familie Attevidae. De wetenschappelijke naam van de soort werd in 1854 gepubliceerd door Francis Walker.